# Cyperus schinzii
Cyperus schinzii är en halvgräsart som beskrevs av Johann Otto Boeckeler. Cyperus schinzii ingår i släktet papyrusar, och familjen halvgräs. Inga underarter finns listade i Catalogue of Life.